# Lepilemur sahamalazensis
Lepilemur sahamalazensis (Лепілемур сагамалазький) — вид приматів родини лепілемурових (Lepilemuridae).

## Зовнішній вигляд
Довжина голови й тіла від 19 до 20 сантиметрів, а довжина хвоста 21-26 см, а вага 0,6—0,8 кілограма. Колір різний і може залежати від віку. Плечі й руки червоно-коричневий, як і передня частина спини, але до хвоста стає сірою. Задні ноги сірі, в той час як хвіст червонувато-коричневого або темно-коричневого кольору. Голова, як у всі лепілемурів кругла, лоб червонувато-коричневий, в той час як лице сіре. Очі є адаптацією до нічного життя.

## Поширення
Живе тільки на півострові Сагамалаза. Ці тварини живуть у лісах, вони можуть бути знайдені як у первинних, так і вторинних лісах.

## Поведінка
Життя цих тварин мало відомо. Ведуть нічний спосіб життя і тримаються в першу чергу дерев. Як всі лепілемури сплять протягом дня в дуплах дерев або в заростях рослин і виходити вночі поодинці в пошуках їжі. Дієта складається з листя, плодів, бруньок та інших частин рослин.

## Загрози
Хоча частина з відомого ареалу знаходиться в межах території, що охороняється, вирубка лісів для ведення сільського господарства, і добування вугілля і будівництва а також збільшення рівня полювання є загрозами. Вид присутній в англ. Sahamalaza–Iles Radama National Park.